# 匹戊肼
匹戊肼（英語：Pivhydrazine）是肼家族的一种不可逆、非选择性单胺氧化酶抑制剂。它曾在1960年代被用作抗抑郁药，但现已停产。